# Kostel svatého Martina a Prokopa (Karlík)
Kostel svatého Martina a Prokopa stojí na návrší nad obcí a je nejstarší dochovanou památkou architektury v obci Karlík v okrese Praha-západ. Podle darovací listiny z roku 1253 k němu patřila obec, darovaná českou královnou Konstancií špitálu řádu křižovníků s červenou hvězdou. Později byl její název Dobřichovice přenesen na novou obec sousední, která kostel neměla, a proto i pro tuto obec byl kostelem farním. Kostel je chráněn jako kulturní památka České republiky.

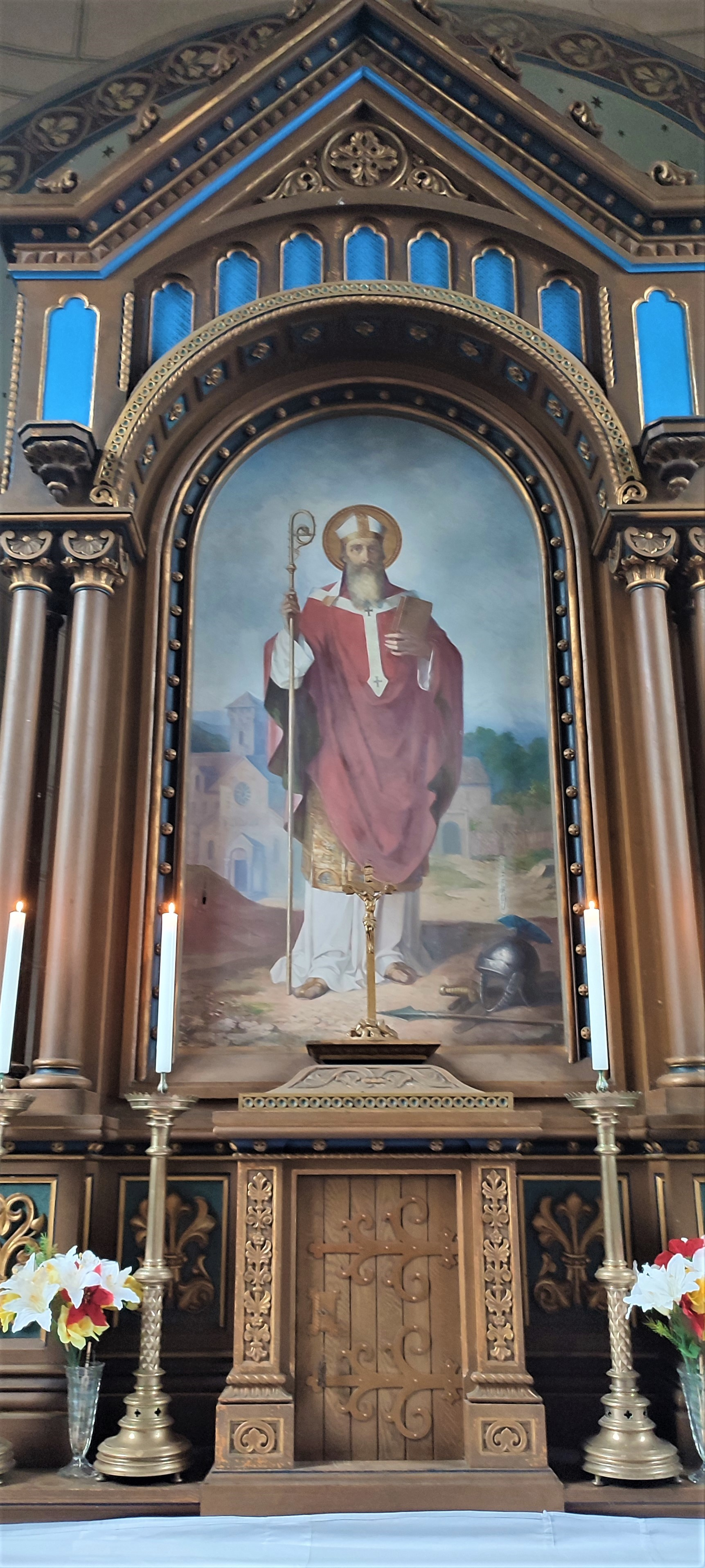
Hlavní oltář s obrazem sv. Mikuláše

## Historie
Na místě dnešního kostela původně stála rotunda svatého Martina, postavená pravděpodobně již v první polovině 12. století z nepravidelně osekaných kamenných kvádříků. Bývá na ni vztahována první písemná zmínka z roku 1253 o darování vsi Dobřichovice špitálu Řádu křižovníků s červenou hvězdou. Anežka Merhautová na základě průzkumu stavby vyslovila hypotézu, že rotunda byla původně kostelem vlastnickým, patřícím ke dvorci, jemuž bylo až ve 14. století dáno jméno Karlík. V polovině 18. století byl kostel rozšířen: horní část zdiva lodi, apsidy a okna byla provedena z cihel  a zároveň byl upraven interiér v barokním slohu. V roce 1767 přibyla věž, později byla přistavěna chrámová loď se třemi barokními okny kasulového tvaru. Další úpravy proběhly v letech 1807-10 a 1834. K zásadní přestavbě kostela v novorománském slohu došlo roku 1889 - stavbu podle plánů ing. Krcha provedl stavitel Kundl z Prahy. Obnovený chrám slavnostně vysvětil vyšehradský kanovník František Micka.

## Popis
Jde o jednolodní obdélný kostel, se západní hranolovou věží, která byla při novorománské přestavbě zvýšena a upravena (cibulovitou báň nahradila jehlancová střecha). Původní rotunda s lucernou a apsidou slouží jako presbytář. Loď má strop plochý, sakristie má křížové klenby.
- Hlavní oltář je řezaný ze dřeva v novorománském slohu z dílny bratří Bušků ze Sychrova, na něm oltářní obraz sv. Martina od akademického malíře Jana Heřmana z roku 1889.
- Nástěnné malby na klenebním pasu vítězného oblouku: v medailonech poprsí českých patronů: zleva sv. Ludmila, sv. Prokop, (nahoře uprostřed pelikán krmící svou krví mláďata), vpravo sv. Václav a sv. Anežka Česká. Nad obloukem je vymalováno poprsí Krista Spasitele. Novorománskou kazatelnu původně na poprsni zdobily obrazy čtyř evangelistů, nyní jsou arkádová pole prázdná.
- Varhany na kruchtě, pocházejí z roku 1890 a jsou funkční s původní mechanikou a měchy; chrám má dobrou akustiku.
- Zvony ve věži jsou zasvěceny sv. Janovi a sv. Prokopovi.[3][4]

## Hřbitov
Kostel je obklopen hřbitovem s kamennou ohradní zdí a brankou. Na něm stojí dnes již nepoužívaná márnice. Sídliště bylo v okolí hřbitova již v době bronzové.
Významné hroby:
- Společný hrob a památník obětí první světové války z let 1914-1918 (vpravo od vchodu do kostela)
- Karel Hermann-Otavský – právník a rektor Univerzity Karlovy, z Černošic
- Karel Otavský – historik umění z Černošic
- Jan Reimann – pražský zlatník, žijící v Dobřichovicích